# Schloss Auhof (Pupping)

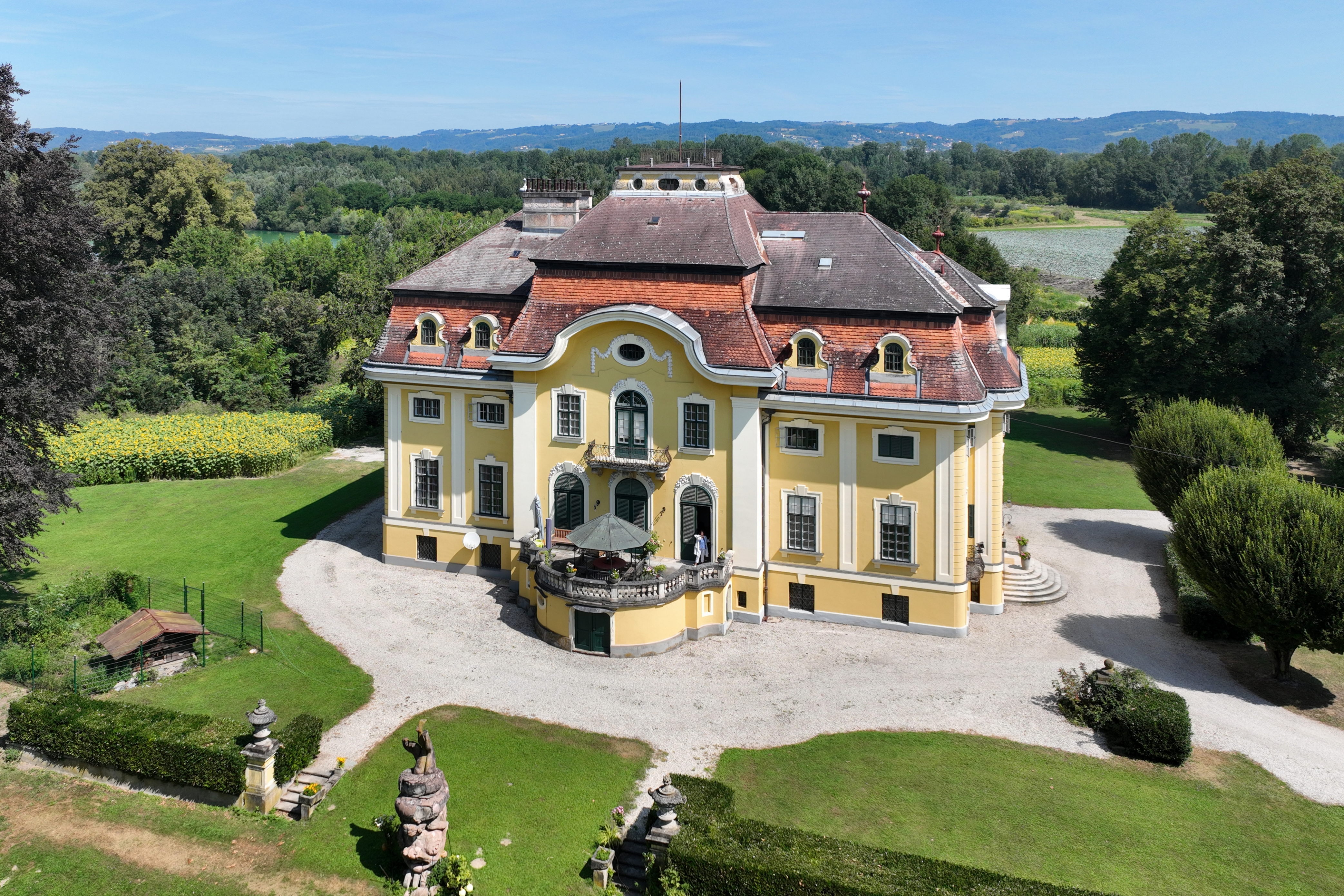
Schloss Auhof bei Pupping

Das Schloss Auhof liegt im gleichnamigen Ortsteil der Gemeinde Pupping im Bezirk Eferding von Oberösterreich (Auhof 1).

## Geschichte
Das Gebäude wurde 1899 bis 1902 durch den Gutsbesitzer Ottokar Saradnik (Zahradnik) errichtet. Architekt war L. R. Becker. Der Erbauer starb 1935; dann kam der Besitz an dessen Sohn. Als dieser 1939 verstarb, kam der Besitz an Karoline Greiter.

## Auhof heute
Der als Herrenhaus bezeichnete Bau ist zweigeschoßig und erinnert an ein englisches Herrenhaus. Der Bau liegt in einem von einer Mauer umgebenen Landschaftsgarten. Eine Reihe von Wirtschaftsgebäude gehören zu dem Anwesen. Im Schlosspark stehen Statuen und Springbrunnen. Eine aus Terrakotta bestehende Figurengruppe eines einen weiblichen Körper umschlingenden Delphins war für ein Wasserspiel vorgesehen, das aber nicht zur Ausführung kam; jetzt verziert es eine Terrasse.
Gebäude und Park sind in Privatbesitz und nicht öffentlich zu besichtigen.

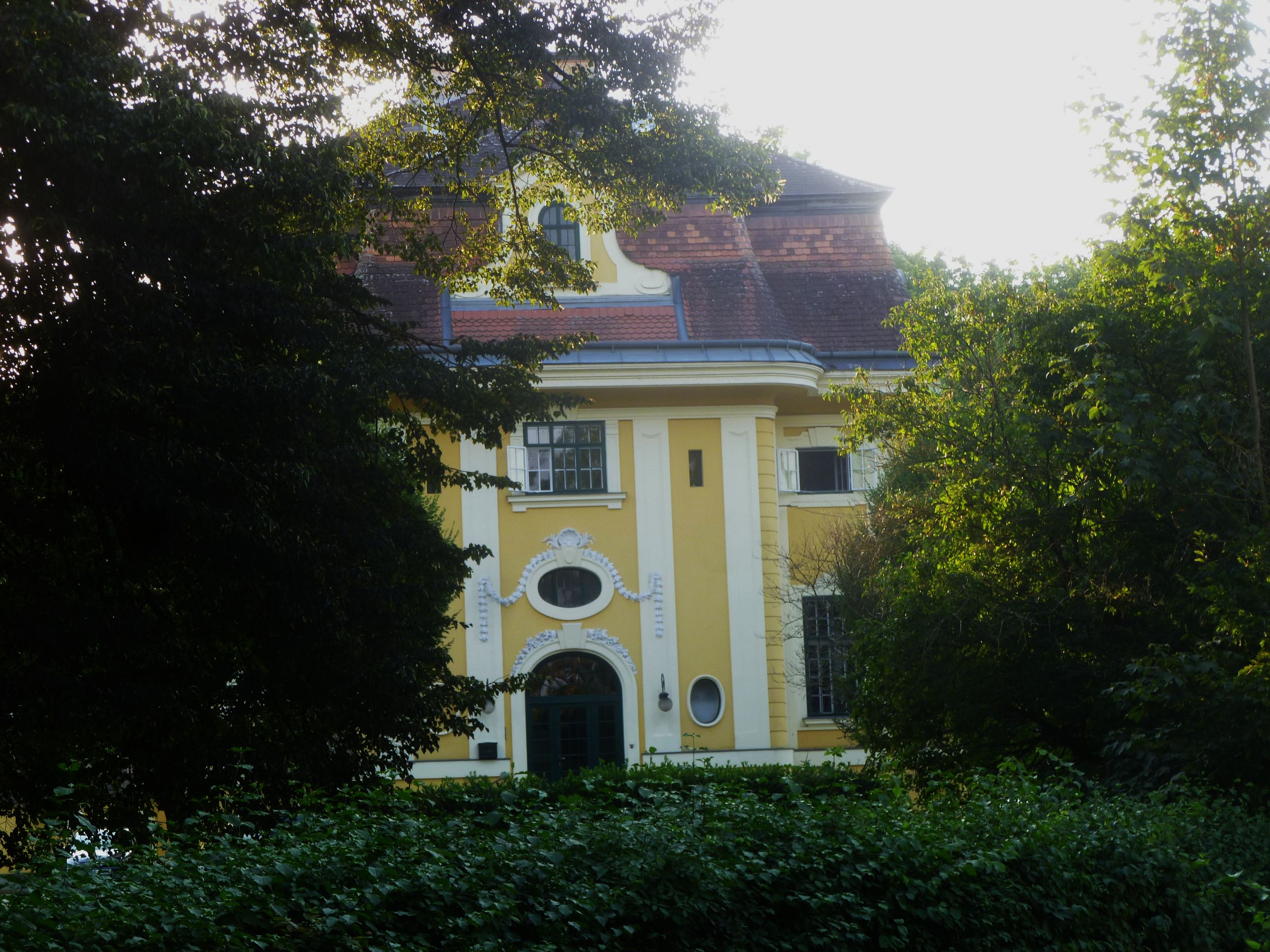
Schloss Auhof bei Pupping
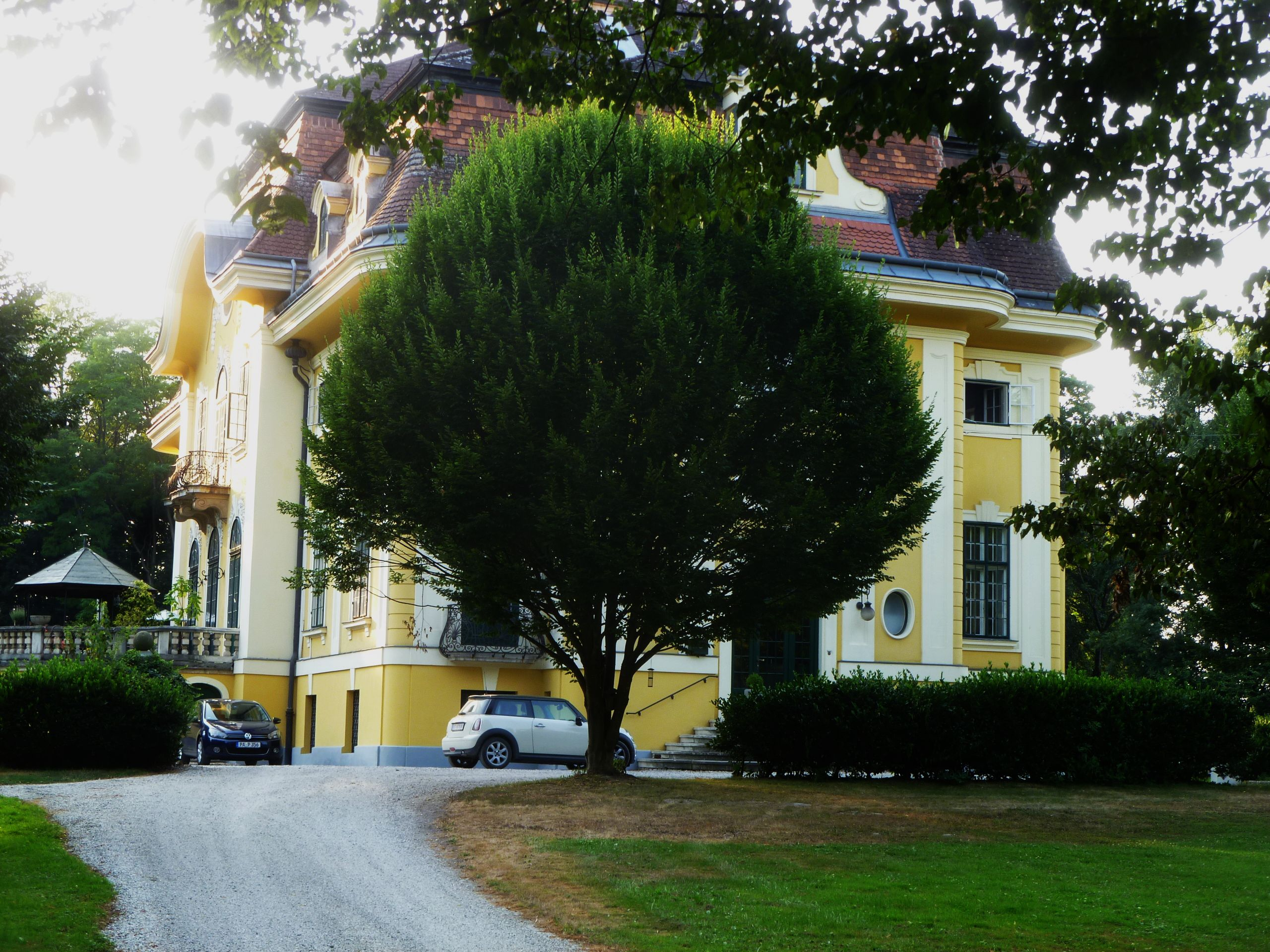
Herrenhaus
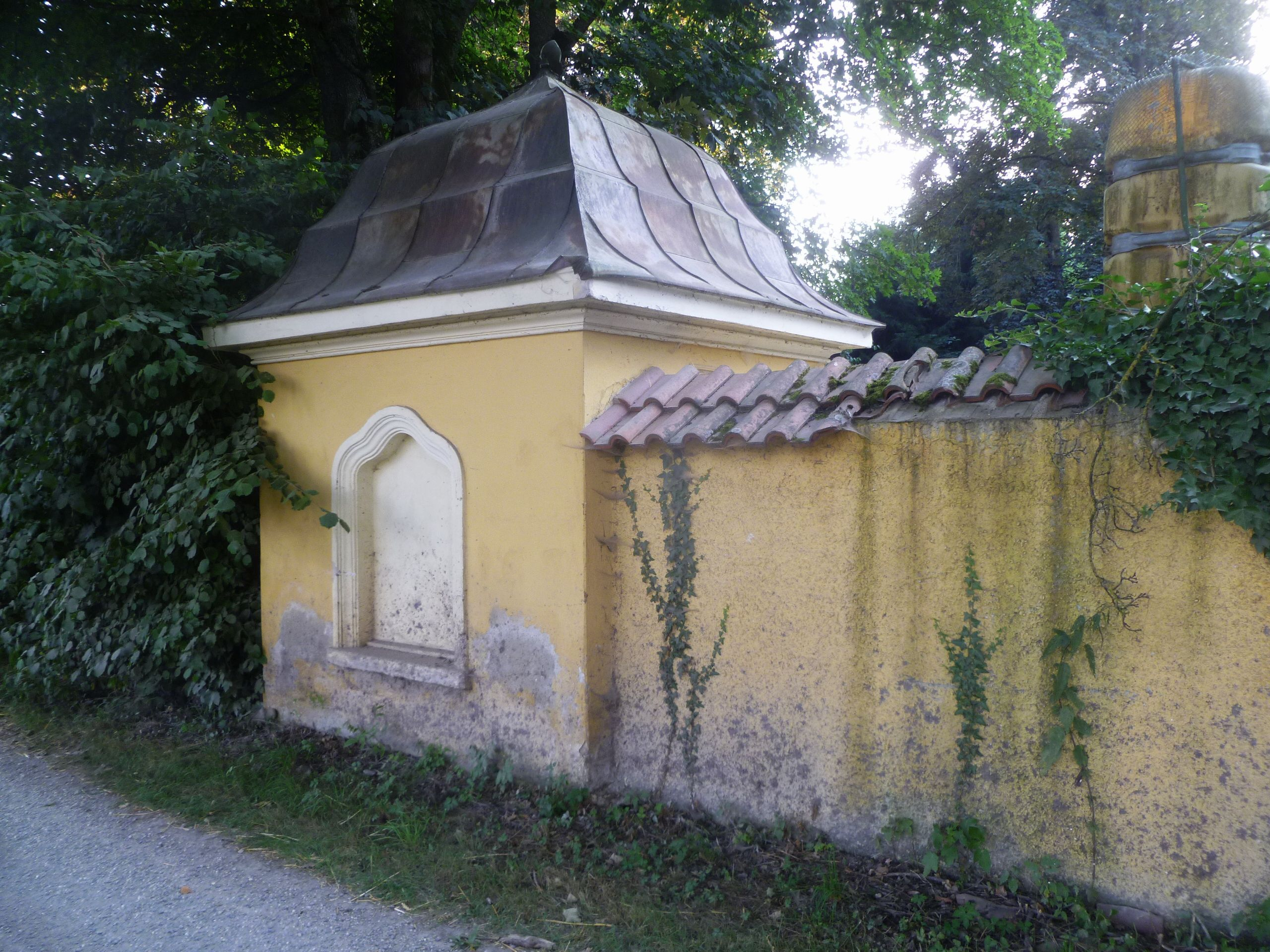
Gartenmauer
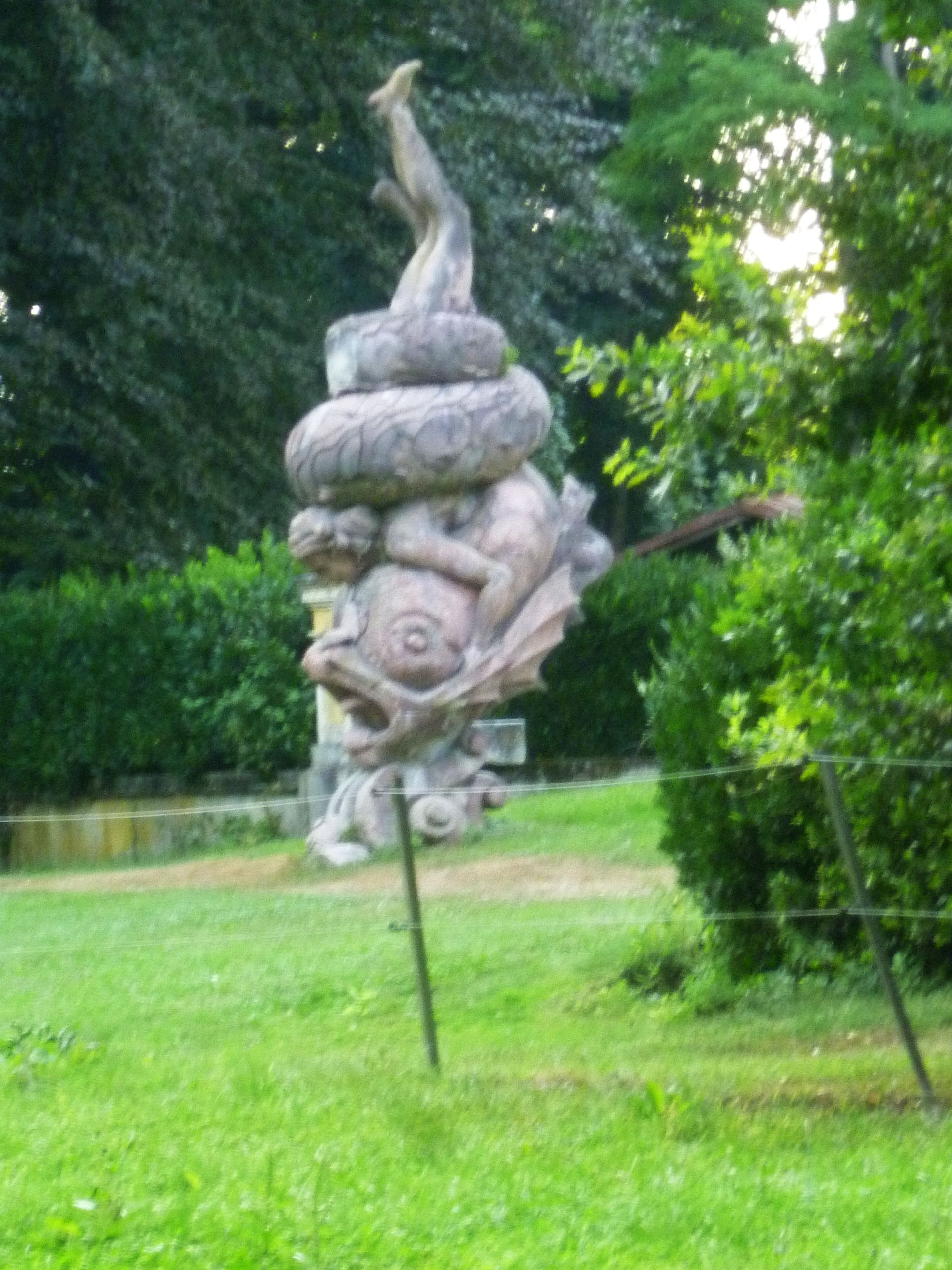
Delphinfigur im Park
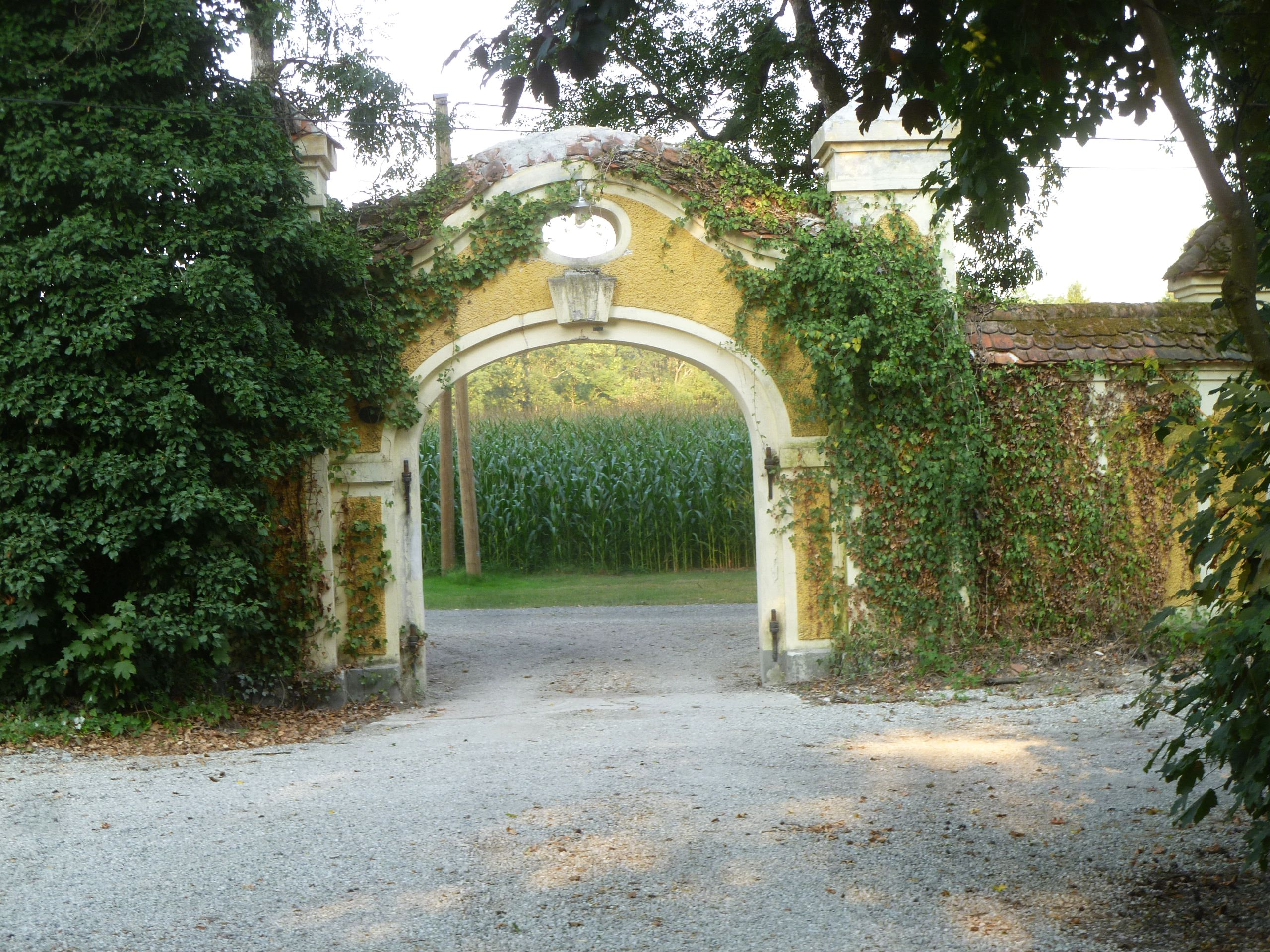
Einfahrtsportal